# Sinner (banda)
Sinner es una banda alemana de heavy metal fundada por el cantante y bajista Mat Sinner en 1982. Desde Wild 'n' Evil de 1982, la agrupación ha publicado casi una veintena de álbumes de estudio y por sus filas han pasado reconocidos músicos que han colaborado con bandas como Helloween, Gamma Ray, Accept y U.D.O.

## Historia
Con sede en Stuttgart, Sinner lanzó su primer álbum, Wild'n'Evil, en 1982. Más adelante publicaron otros dos discos, Fast Decision y Danger Zone, muy alejados del estilo melódico que caracterizaría a la banda con el paso del tiempo. Después de muchos cambios de personal, la banda incluyó a Herman Frank de Accept en las guitarras publicó el disco Touch of Sin en 1985. Frank se iría antes del siguiente álbum, Comin 'Out Fighting de 1986, siendo reemplazado por el guitarrista Mathias Dieth.
En 1987 la banda publicó Dangerous Charm, un álbum mucho más melódico que las producciones anteriores. Después de su lanzamiento, la agrupación se tomó cinco años de descanso, tiempo que aprovechó Mat Sinner para lanzar un álbum en solitario llamado Back to the Bullet. Mat reclutó a tres miembros de su banda y reformó a Sinner para la publicación de No More Alibis en 1992. Dos años después fue lanzado al mercado el disco Respect y en 1995 el álbum Bottom Line. Judgment Day de 1997 y The Nature of Evil de 1998 fueron las siguientes producciones de la agrupación, logrando éxito comercial especialmente con el último, cuya gira los llevó a compartir escenario con Deep Purple. The Nature of Evil ha sido el álbum más exitoso de la banda hasta la fecha, alcanzando la posición No. 63 en las listas de éxitos alemanas.
En 1998, Mat Sinner y Tom Naumann, que habían estado con Sinner desde su reforma en 1992, formaron Primal Fear con el exvocalista de Gamma Ray Ralf Scheepers. En el año 2000 la banda vio su primer cambio de formación en cinco años cuando varios miembros abandonaron el grupo. En 2003 fue publicado el disco There Will Be Execution. En la última década la agrupación ha estado muy activa en el estudio, grabando una gran cantidad de discos y realizando constantes giras. En 2017 publicaron el álbum titulado Tequila Suicide.
En 13 de septiembre de 2019 publicaron su álbum más reciente, Santa Muerte, con colaboraciones como la de Ronnie Romero.

## Discografía
| - Wild 'n' Evil (1982) - Fast Decision (1983) - Danger Zone (1984) - Touch of Sin (1985) - Comin' Out Fighting (1986) - Dangerous Charm (1987) - No More Alibis (1992) - Respect (1993) - Bottom Line (1995) - Judgement Day (1997) - The Nature of Evil (1998) - The End of Sanctuary (2000) - There Will Be Execution (2003) - Mask of Sanity (2007) - Crash & Burn (2008) - One Bullet Left (2011) - Touch of Sin 2 (2013) - Tequila Suicide (2017) - Santa Muerte (2019) - Brotherhood (2022) | - In the Line of Fire (Live in Europe) (1996) - The Best of Sinner - Noise Years (1995) - Germany Rocks - The Best of Sinner (1995) - Treasure - The Works 93-98 (1998) - The Second Decade - Best of (1999) - Emerald - Very Best of Sinner (1999) - Jump the Gun - Collection (2009) - No Place In Heaven: The Very Best of the Noise Years 1984-1987 (2016) |